# Iglesia de San Lorenzo (Segovia)
La iglesia de San Lorenzo es un templo católico de la ciudad española de Segovia, en Castilla y León. Está situado en el barrio homónimo.

## Descripción

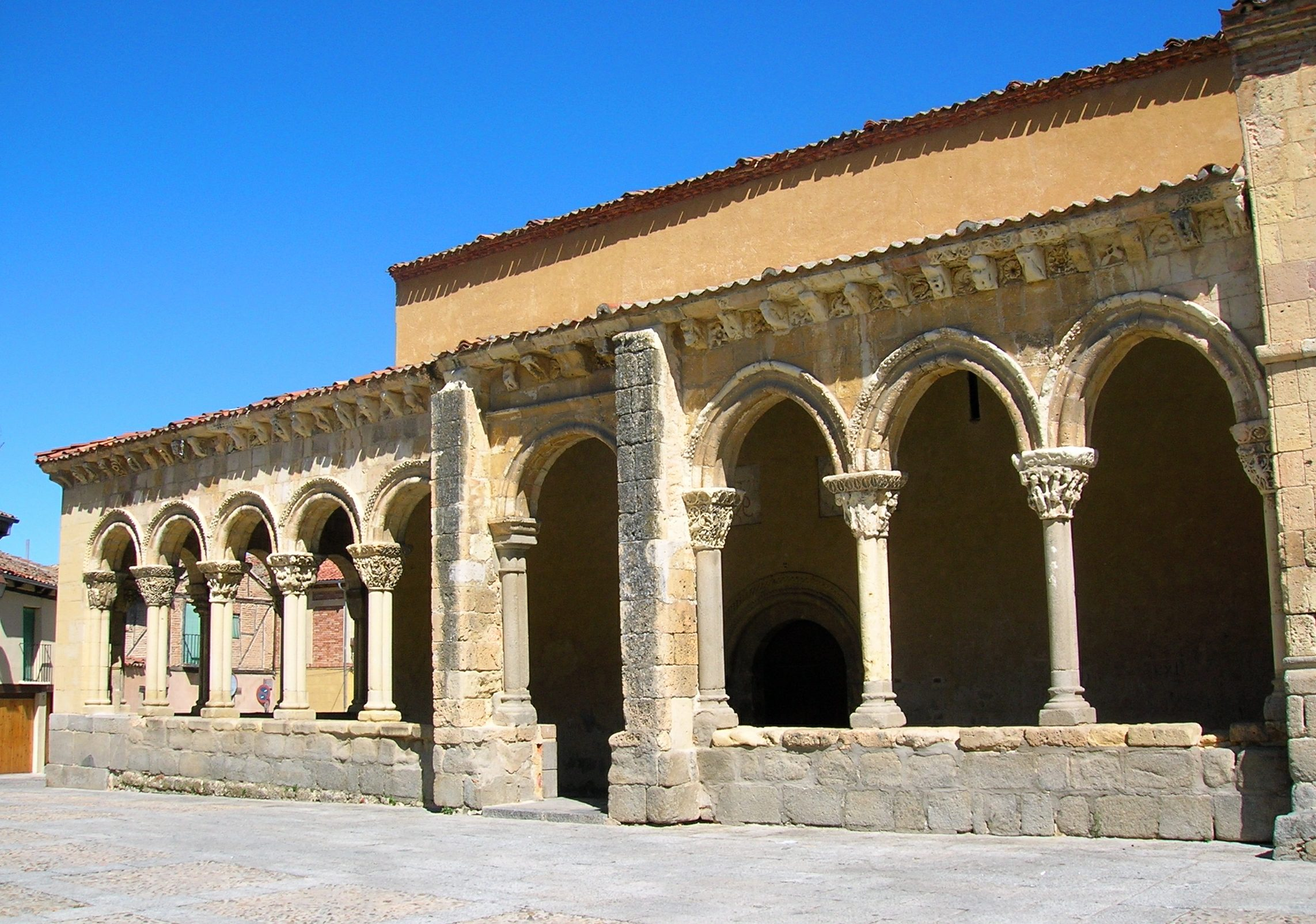
Galería porticada

Se ubica en la plaza de San Lorenzo —se trata de un edificio totalmente exento— de la ciudad de Segovia, capital de la provincia homónima, en Castilla y León. La iglesia, que ha experimentado diversas reformas a lo largo de su historia, fue erigida en estilo románico y los inicios de su construcción se datarían en el siglo XII.
La iglesia es de estilo románico-mudéjar, del siglo XIII, asentada sobre una anterior mozárabe. La torre se va estrechando conforme gana altura, a la vez que gana en huecos de ventanas, pasando de uno a cuatro en cada uno de sus lados.
El testero guarda una magnífica armonía entre los tres ábsides, en los que destacan los capiteles, ricamente decorados con escenas bíblicas, en la que destaca una muy expresiva del martirio de San Lorenzo.
Fue declarada monumento histórico-artístico perteneciente al Tesoro Artístico Nacional el 3 de junio de 1931, durante la Segunda República, mediante un decreto publicado el día 4 de ese mismo mes en la Gaceta de Madrid, con la rúbrica del presidente del Gobierno provisional de la República Niceto Alcalá-Zamora y el ministro de Educación Pública y Bellas Artes Marcelino Domingo y Sanjuán.
En la actualidad cuenta con el estatus de Bien de Interés Cultural.